# Ла-Нёвиль-Бомон
Ла-Нёви́ль-Бомо́н (фр. La Neuville-Bosmont) — коммуна во Франции, находится в регионе Пикардия. Департамент коммуны — Эна. Входит в состав кантона Марль. Округ коммуны — Лан.
Код INSEE коммуны — 02545.

## Население
Население коммуны на 2010 год составляло 183 человека.
| 1962 | 1968 | 1975 | 1982 | 1990 | 1999 | 2010 |
| ---- | ---- | ---- | ---- | ---- | ---- | ---- |
| 283  | 239  | 190  | 158  | 169  | 196  | 183  |

## Экономика
В 2010 году среди 124 человек трудоспособного возраста (15—64 лет) 70 были экономически активными, 54 — неактивными (показатель активности — 56,5 %, в 1999 году было 55,5 %). Из 70 активных жителей работали 61 человек (30 мужчин и 31 женщина), безработных было 9 (3 мужчины и 6 женщин). Среди 54 неактивных 7 человек были учениками или студентами, 8 — пенсионерами, 39 были неактивными по другим причинам.